# 新政治家
《新政治家》（New Statesman）是在英国伦敦出版的政治和文化杂志。在1913年4月12日成为政治和文学周刊，它与西德尼和比阿特丽斯·韦伯以及费边社的其他主要成员有联系。他们支持AR Orage编辑的《新时代》杂志，但到了1912年，该杂志移除了支持费边政治和女性参政权的社论。
根据其自我描述，这本杂志今天是印刷数字混合杂志，它具有自由的、怀疑的政治立场。
最长的编辑是Kingsley Martin（1930-60）。现任编辑是Jason Cowley，他于2008年9月底出任该职位。该杂志特别认可并发表新作家和评论家的文章，并鼓励重要的职业。它的贡献者包括约翰·梅纳德·凯恩斯，伯特兰·罗素，弗吉尼亚·伍尔夫，克里斯托弗·希钦斯和保罗·约翰逊。
从历史上看，由于资金，所有权和流通危机，该杂志有时被亲切地称为“The Staggers”。这个昵称现在被用作其政治博客的标题。 其常规作家，评论家和专栏作家包括副主编迈赫迪·哈桑，Will Self，John Gray，Laurie Penny，Ed Smith，Stephen Bush，Rowan Williams，Brendan Simms，John Bew，Shiraz Maher和Helen Lewis。发行量在20世纪60年代中期 达到顶峰，但近年来有所上升。 该杂志的2016年平均发行量为34,025份，为35年来的新高。 2016年6月，该杂志网站的访问量达到新高，有2700万浏览量和400万独立用户。
2014年9月，作为数字化扩张的一部分，该杂志推出了两个新网站，聚焦城市规划的CityMetric，数据和投票站点May2015.com。  

## 主编列表
| - Clifford Sharp (1913–28) - Charles Mostyn Lloyd (1928–31) - Kingsley Martin (1931–60) - John Freeman (1961–65) - Paul Johnson (1965–70) - Richard Crossman (1970–72) - Anthony Howard (1972–78) - Bruce Page (1978–82) - Hugh Stephenson (1982–86) | - John Lloyd (1986–87) - Stuart Weir (1987–91) - Steve Platt (1991–96) - Ian Hargreaves (1996–98) - Peter Wilby (1998–2005) - John Kampfner (2005–08) - Sue Matthias (acting editor 2008) - Jason Cowley (2008–) |

## 延伸阅读
- Howe, Stephen (ed.). Lines of Dissent: Writing from the New Statesman, 1913 to 1988, Verso, 1988, ISBN 0-86091-207-8
- Hyams, Edward. The New Statesman: The History of the First Fifty Years, 1913–63, Longman, 1963.
- Rolph, C. H. (ed.). Kingsley: The Life, Letters and Diaries of Kingsley Martin, Victor Gollancz, 1973, ISBN 0-575-01636-1
- Smith, Adrian. The New Statesman: Portrait of a Political Weekly, 1913–1931, Frank Cass, 1996, ISBN 0-7146-4645-8